# Soheil Arabi
Soheil Arabi (anhörenⓘ; persisch سهیل عربی, geboren 1985 in Teheran) ist ein iranischer Fotograf und Blogger, der Ende 2014 wegen „Beleidigung des Propheten“ in Facebook-Postings zum Tode verurteilt wurde.

## Leben
Nach Medienberichten soll sich Arabi auf insgesamt acht Facebook-Seiten unter anderem kritisch zu religiösen und politischen Themen und der iranischen Führung geäußert haben.
Er ist verheiratet und hat eine fünfjährige Tochter.

### Verhaftung und Prozess
Im November 2013 wurden Arabi und seine Frau, Nastaran Naimi, nachts von Mitgliedern der iranischen Revolutionsgarden verhaftet und in das Evin-Gefängnis gebracht. Seine Frau durfte nach einigen Stunden das Gefängnis wieder verlassen, er jedoch blieb in monatelanger Isolationshaft im Trakt 2A des Gefängnisses, der direkt den Revolutionsgarden unterstellt ist und der Unterbringung politischer Häftlinge dient. Er wurde nach Angaben seiner Frau gefoltert und gestand in der Folge, den Propheten Mohammed und den Revolutionsführer Chamene’i in sozialen Netzwerken beleidigt zu haben. Daraufhin wurde er in den Trakt 350 verbracht, der sich unter der Kontrolle der iranischen Justiz befindet. Während seiner einjährigen Haft im Evin-Gefängnis bis zu seinem Prozess wurde der Kontakt zu seiner Tochter auf 20 Minuten pro Monat begrenzt. Auch die Kommunikation mit einem Anwalt war kaum möglich.
Im September 2014 wurde Arabi von einem Revolutionsgericht in Teheran wegen „Beleidigung des Propheten“ (sabb al-nabi) angeklagt und für schuldig erklärt. Hierauf steht nach iranischem Recht die Todesstrafe. Arabi versuchte dieses Urteil im November anzufechten, indem er sich darauf berief, die „Aussage unter Zwang, fahrlässig oder in einem Rauschzustand gemacht zu haben“, woraufhin die Ausführung der Todesstrafe aufgehoben werden kann. Ohne die Möglichkeit einer gerichtlichen Äußerung Arabis erweiterte das Oberste Gericht in seinem Urteil jedoch die Strafe um den diesmal unanfechtbaren Tatbestand der „Verbreitung von Unheil“ (mofsed-e-filarz). Über den Rechtsweg ist das Todesurteil somit nicht mehr aufzuheben.
Zudem wurde Arabi im September 2014 zu drei Jahren Haft wegen „Beleidigung des Obersten Führers“ und „Propaganda gegen den Staat“ schuldig gesprochen.
Ende Juni 2015 hob das Oberste Revolutionsgericht die Todesstrafe auf. Der Menschenrechtsbeauftragte der deutschen Bundesregierung, Christoph Strässer, begrüßte dies als „einen ersten Schritt in die richtige Richtung“, wies jedoch zugleich darauf hin, dass sowohl Arabi wie auch zahlreiche weitere Journalisten und Blogger weiterhin inhaftiert bleiben.

## Internationale Reaktionen
Die Menschenrechtsgruppe Human Rights Watch forderte die Aufhebung des Todesurteils und das Recht auf freie Meinungsäußerung im Iran. Es sei „schlicht schockierend“, dass jemand wegen ein paar angeblich beleidigender Internet-Postings hingerichtet werden solle. Amnesty International drängte auf die Zurücknahme des Todesurteils und Freilassung, wenn ihm einzig seine freie Meinungsäußerung vorgehalten werde.
Auch in sozialen Netzwerken formierte sich nach dem Urteil Protest gegen die Hinrichtung Arabis, unter anderem mit Petitionen. Diese wenden sich auch gegen die seit Rohanis Amtsantritt auftretende Häufung solcher Urteile. So wurden allein im Juli 2014 acht Aktivisten zu Gefängnisstrafen zwischen acht und 21 Jahren verurteilt.